# 커튼콜

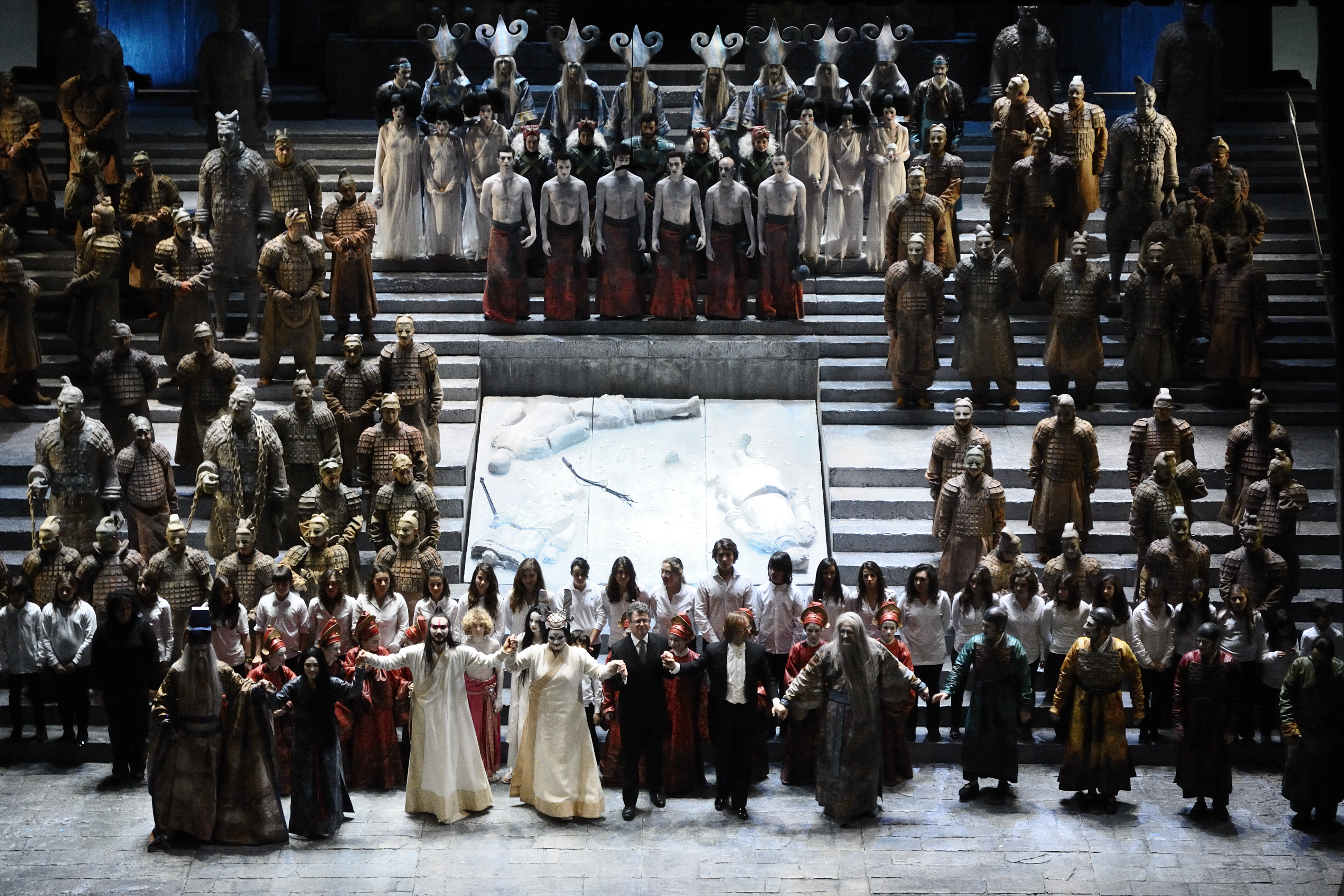
커튼콜에 부응중인 오페라 배우들

커튼콜(curtain call)은 오페라, 연주회, 연극, 뮤지컬 등에서 출연자가 무대에 나타나 관객에게 인사하는 것을 말한다. 보통 절을 하고 손을 흔들어 관객의 박수와 환성에 보답한다. 공연이 끝날 때 한 명 이상의 공연자들이 무대로 돌아오면서 이루어지는데 무대의 본편 종료 후에 행해지는 것이 일반적이지만, 각 막의 종료 후에 행해지기도 한다. 앙코르와 혼동되기 쉬운 용어로, 커튼콜은 노래 등 추가 무대를 요청하는 것이 아닌 단순히 등장을 요구하는 것이다.